# Toledonia vagabunda
Toledonia vagabunda is een slakkensoort uit de familie van de Diaphanidae. De wetenschappelijke naam van de soort is voor het eerst geldig gepubliceerd in 1885 door Mabille.